# Cropp

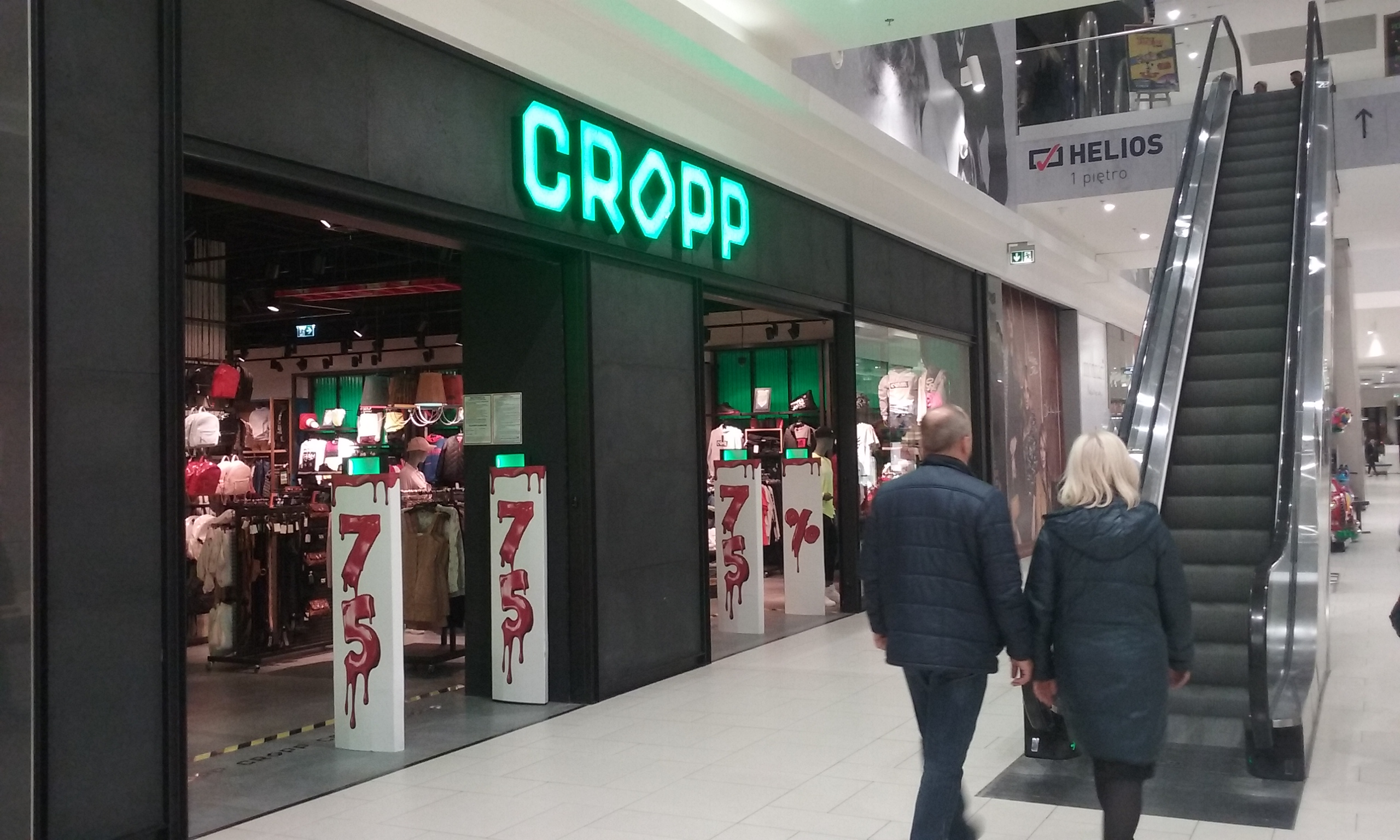
Salon Cropp (LPP), Tomaszów Mazowiecki

Cropp (dawniej Cropp Town) – polska sieć sklepów odzieżowych, należąca do spółki LPP S.A., specjalizująca się w szeroko pojętej modzie ulicznej. Pierwszy sklep Cropp Town został otwarty w marcu 2004 roku. 
W 2021 r. sieć liczyła 356 salonów w Europie, w tym 170 w Polsce i 186 salonów za granicą. W 13 krajach marka prowadzi sprzedaż przez internet.
| Kraj                       | Liczba salonów | Sklep internetowy |
| -------------------------- | -------------- | ----------------- |
| Polska                     | 170            | Tak               |
| Ukraina                    | 34             | Tak               |
| Czechy                     | 24             | Tak               |
| Rumunia                    | 18             | Tak               |
| Słowacja                   | 14             | Tak               |
| Serbia                     | 8              | Tak               |
| Bułgaria                   | 7              | Tak               |
| Estonia                    | 7              | Tak               |
| Chorwacja                  | 6              | Tak               |
| Litwa                      | 5              | Tak               |
| Słowenia                   | 5              | Tak               |
| Węgry                      | 5              | Tak               |
| Białoruś                   | 4              | Nie               |
| Łotwa                      | 4              | Tak               |
| Bośnia i Hercegowina       | 2              | Tak               |
| Kazachstan                 | 2              | Nie               |
| Finlandia                  | 1              | Nie               |
| Macedonia Północna         | 1              | Nie               |
| Grecja                     | 0              | Tak               |
| Hiszpania                  | 0              | Tak               |
| Niemcy                     | 0              | Tak               |
| Włochy                     | 0              | Tak               |
| Źródło: lpp.com, cropp.com |                |                   |